# 爵士
爵士（英語：Sir）是英國授勳及嘉獎制度中，對「騎士」和「從男爵」的一種敬稱。

## 爵士
在英國，「爵士」是對騎士的正確稱呼，地位在貴族之下，爵位非世襲。一般而言，要取得「爵士」頭銜，必須為英國公民，而且要獲授一項爵級騎士勳章（例如「胡應湘爵士，KCMG」）；下級勳位爵士也可使用「爵士」頭銜，但它並非騎士勳章的一種。
在英文文法，「Sir」須列在受勳人士姓名之前（如：「Sir Run Run Shaw」和「Sir Isaac Newton」），或名之前（「Sir Run Run」和「Sir Isaac」），但卻絕不可列於姓氏之前（即「Sir Shaw」和「Sir Newton」）。可是在中文文法上，情況則恰恰相反，一如「李先生」或「李大文先生」般的稱謂，「爵士」頭銜亦須列在受勳人士姓名以後（如：「邵逸夫爵士」和「艾萨克·牛顿爵士」），姓氏以後（「邵爵士」和「牛頓爵士」），但偶爾也可以列於名以後（即「逸夫爵士」和「艾薩克爵士」）。
另外，爵士的妻子可得「夫人」（Lady）頭銜，或明確稱為「爵士夫人」。依中文文法，「夫人」須列於丈夫的姓氏之後（例如：「尤德夫人」或「尤德爵士夫人」），而英文則把尊稱冠於夫婿姓氏之前（例如：「Lady Youde」）。
女性受勳為「爵士」，其相對的敬稱則是「女爵士」（Dame），但女爵士的夫婿卻不可憑妻子獲取任何敬稱。
根據英國的爵位，若果受勳人士並非英國或英聯邦國家公民，該名受勳人士只可歸納為「名譽爵位」，不可使用上述的頭銜。例如，前紐約市市長魯迪·朱利安尼在2002年獲授予KBE勳銜，但由於他本身是美國公民，所以爵位屬名譽性質，不可稱為「魯迪·朱利安尼爵士，KBE」，而只能稱作「魯迪·朱利安尼，KBE」。至於擁有雙重國籍身分的人士，如果同時是某一英聯邦成員國的公民，而該成員國又奉英國君主為元首，通常可使用上述的頭銜，但實際情況卻因地和因人而異，例如在2000年獲頒KBE勳銜的商人李嘉誠，全名應作「李嘉誠爵士，GBM，KBE，JP」，但他以「為人低調，從不標榜名銜」為理由，沒有使用「爵士」頭銜。
對於一些受勳時是英國公民，又或者受勳時是奉英國君主為元首的英聯邦成員國的公民，假如他們受勳為「爵士」後放棄那些國籍，他們將仍有權力使用「爵士」頭銜。以香港人鍾士元爵士和李國寶爵士為例，他們皆因為在香港主权移交后要加入香港特別行政區行政會議而先後放棄了英國國籍，但是他們仍能使用「爵士」頭銜。曾蔭權亦曾於1997年6月30日獲KBE勳銜，後來雖然加入特區政府，甚至出任特首，但他仍可以稱作「曾蔭權爵士，GBM，KBE，JP」，其「爵士」頭銜仍然生效。不過他在香港主權移交後，以「爵士」頭銜不適合政務司司長的身份，故沒有再稱呼自己為「爵士」。

## 從男爵
從男爵（Baronet）是英國授勳及嘉獎制度中有別於「爵士」的另一種世襲非貴族爵位，排名比大部份爵士為高（但排名低於嘉德勳爵士、薊花勳爵士和聖派屈克勳爵士）。
在英文，「Sir」一字同時是對男性「從男爵」的正式敬稱，用法跟「爵士」的用法差不多，但多會在名字之後冠上「Bt.」以作標示（如：「Sir Denis Thatcher, 1st Bt.」或「Sir Denis Thatcher, Bt.」）。
正如英文日常文書和口語沒有特別區分，中文文法也一直有尊稱「從男爵」為「爵士」（如：「丹尼士·戴卓爾爵士」）。然而，正統上應對他們尊稱「從男爵」（如：「丹尼士·戴卓爾從男爵」）。

## 有關英文「Sir」的其他使用方法

### 詞源
「Sir」一字早見於1297年，源自中古英語「sire」、法語「sieur」（解作「貴族」）和拉丁語形容詞「senior」（解作「較年長的」），1350年代成為了一種敬稱，並最早於1425年用於信件開首的稱謂，在17世紀以前，亦曾經是教士的頭銜。

### 日常用語
在現今的生活中，「Sir」一字除了指英國的「爵士」或「從男爵」以外，亦普遍用於對男性敬稱。在廣東話口語中，「Sir」通常用作對男性老師和警察等的稱呼（如：「陳Sir」、「阿Sir」等），也是對長輩的敬稱（「Yes! Sir!」），意指先生，有時一如英文，帶有服從指令的性質。
至於對女士的同等稱呼是姑娘（Madam）。

### 其他
- 「Sir」在16世紀衍生出「Sirrah」，用於對男子表示輕蔑或生氣時的稱呼，可譯作「傢伙」或「小子」。
- 「sirree」和「siree」都是「Sir」的強調形，多見於演講，主要用於「Yes」和「No」之後。
- 「Sir」與另一英文字「Sire」來自同一語源，但「Sire」一般用作對男性貴族、勳爵和王子的敬稱，相當於漢語的大人。

## 外部連結
- 語源學 （页面存档备份，存于）